# Ostrovní hry 2009
13. ročník Ostrovních her se konal na přelomu června a července 2009 na Alandech, souostroví, patřícímu k Finsku. Soutěžilo se o 198 zlatých medailí v 15 různých sportovních odvětvích. Nejvíce zlatých medailí zde získali Faerské ostrovy, ale nejvíce medailí celkem vyhráli sportovci a sportovkyně z ostrova Man.

## Účastníci
Ostrovních her v roce 2009 se zúčastnily reprezentace 25 ostrovů či souostroví:
| - Alandy - Alderney - Bermudy - Faerské ostrovy - Falklandské ostrovy - Frøya - Gibraltar* - Gotland - Grónsko | - Guernsey - Hitra - Jersey - Kajmanské ostrovy - Menorca - Orkneje - Ostrov Man - Ostrov prince Edvarda | - Ostrov Wight - Rhodos - Saaremaa - Sark - Shetlandy - Svatá Helena - Vnější Hebridy - Ynys Môn/Anglesey |

- Gibraltar není ostrov, ale poloostrov.

## Program her

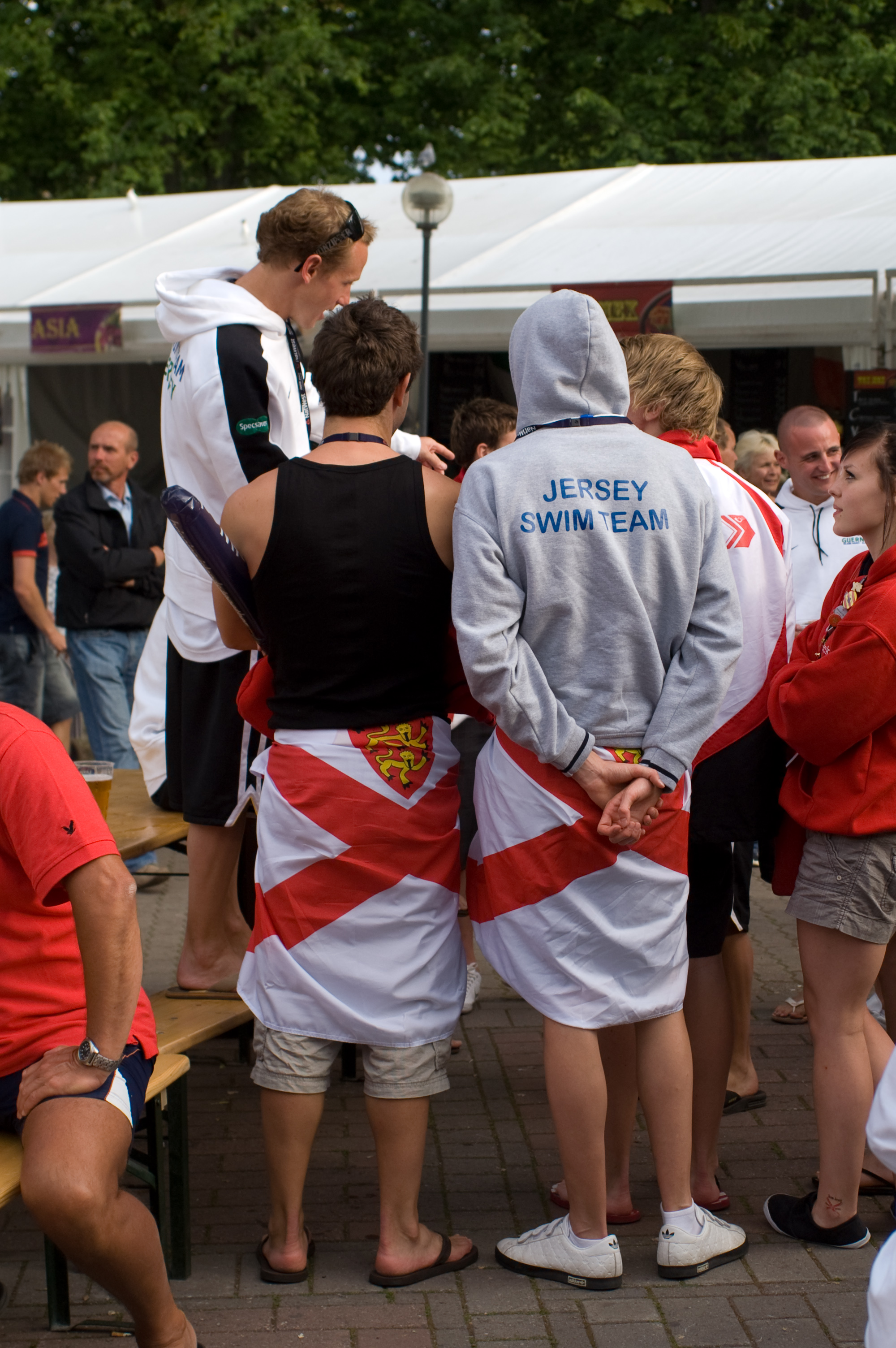
Jerseyští plavci na Ostrovních hrách 2009

Zde je pouze přehled toho, jaké sporty probíhaly v jednotlivých dnech Ostrovních her:
| Sobota 27. června 2009   |  | úvodní ceremoniál |
| Neděle 28. června 2009   |  | badminton, basketbal, fotbal, jachting, judo, lehká atletika, sportovní střelba, stolní tenis, tenis, volejbal, windsurfing                       |
| Pondělí 29. června 2009  |  | badminton, basketbal, fotbal, gymnastika, jachting, judo, lehká atletika, lukostřelba, plavání, sportovní střelba, stolní tenis, tenis, volejbal  |
| Úterý 30. června 2009    |  | basketbal, fotbal, golf, jachting, lehká atletika, lukostřelba, plavání, sportovní střelba, stolní tenis, tenis, volejbal, windsurfing            |
| Středa 1. července 2009  |  | badminton, basketbal, fotbal, golf, gymnastika, judo, lehká atletika, lukostřelba, plavání, sportovní střelba, tenis, volejbal                    |
| Čtvrtek 2. července 2009 |  | badminton, basketbal, fotbal, golf, jachting, lehká atletika, lukostřelba, plavání, sportovní střelba, stolní tenis, tenis, volejbal, windsurfing |
| Pátek 3. července 2009   |  | badminton, basketbal, fotbal, golf, gymnastika, jachting, lehká atletika, sportovní střelba, stolní tenis, tenis, volejbal, windsurfing           |
| Sobota 4. července 2009  |  | badminton, basketbal, fotbal, sportovní střelba, stolní tenis, volejbal, závěrečný ceremoniál                                                     |

## Jednotlivé sporty
| muži: | Jersey | Alandy  | Guernsey   |
| ženy: | Alandy | Gotland | Ostrov Man |

| muži: | Bermudy | Menorka  | Rhodos    |
| ženy: | Menorka | Guernsey | Gibraltar |

| muži: | Saaremaa | Alandy   | Grónsko |
| ženy: | Faery    | Saaremaa | Menorka |

## Medailové pořadí
| #  | (Polo)ostrov          | Zlato | Stříbro | Bronz | Celkem |
| -- | --------------------- | ----- | ------- | ----- | ------ |
| 1  | Faerské ostrovy       | 34    | 23      | 24    | 81     |
| 2  | Ostrov Man            | 29    | 30      | 29    | 88     |
| 3  | Jersey                | 24    | 37      | 19    | 80     |
| 4  | Guernsey              | 21    | 12      | 27    | 60     |
| 5  | Gotland               | 21    | 11      | 23    | 55     |
| 6  | Alandy                | 16    | 19      | 18    | 53     |
| 7  | Bermudy               | 14    | 6       | 12    | 32     |
| 8  | Menorca               | 9     | 7       | 11    | 27     |
| 9  | Kajmanské ostrovy     | 7     | 4       | 3     | 14     |
| 10 | Saaremaa              | 6     | 9       | 10    | 25     |
| 11 | Ostrov Wight          | 4     | 6       | 8     | 18     |
| 12 | Gibraltar             | 4     | 3       | 8     | 15     |
| 13 | Rhodos                | 3     | 8       | 7     | 18     |
| 14 | Shetlandy             | 2     | 1       | 7     | 10     |
| 15 | Grónsko               | 1     | 4       | 3     | 8      |
| 16 | Orkneje               | 1     | 2       | 3     | 6      |
| 17 | Vnější Hebridy        | 1     | 2       | 2     | 5      |
| 17 | Ynys Môn/Anglesey     | 1     | 2       | 2     | 5      |
| 19 | Hitra                 | 0     | 2       | 0     | 2      |
| 19 | Sark                  | 0     | 2       | 0     | 2      |
| 21 | Alderney              | 0     | 0       | 0     | 0      |
| 21 | Falklandské ostrovy   | 0     | 0       | 0     | 0      |
| 21 | Frøya                 | 0     | 0       | 0     | 0      |
| 21 | Ostrov prince Edvarda | 0     | 0       | 0     | 0      |
| 21 | Svatá Helena          | 0     | 0       | 0     | 0      |